# ۵۸۸ (خورشیدی)
۵۸۸ پانصد و هشتاد و هشتمین سال هجری خورشیدی است.